# 国際トランスジェンダー認知の日
国際トランスジェンダー認知の日（こくさいトランスジェンダーにんちのひ、英語: International Transgender Day of Visibility）は、毎年3月31日に行われる、トランスジェンダーの人たちを祝い、世界中のトランスジェンダーの人たちが直面している差別の現状の認知度を上げるための記念日である。国際トランスジェンダー可視化の日と紹介されることもある。この記念日は、2009年にアメリカのミシガン州で活動するトランスジェンダーの活動家Rachel Crandallが創設した。トランスジェンダーの人びとを祝うLGBTの祝日が1つも存在しないことから作られた。創設の際に、よく知られたトランスジェンダーのための祝日としては、リタ・ヘスター（Rita Hesterを弔うためのトランスジェンダー追悼の日しかないことが言及され、この記念日は、現在トランスジェンダーコミュニティのメンバーとして生きている人を認知するためのものでも、祝福するためのものでもない、と述べられた。最初の国際トランスジェンダー認知の日は2009年3月31日に行われ、それ以来、アメリカで活動する青少年保護団体Trans Student Educational Resourcesによって広められている。
2014年現在、アイルランドやスコットランドを含む世界中で活動が行われている。

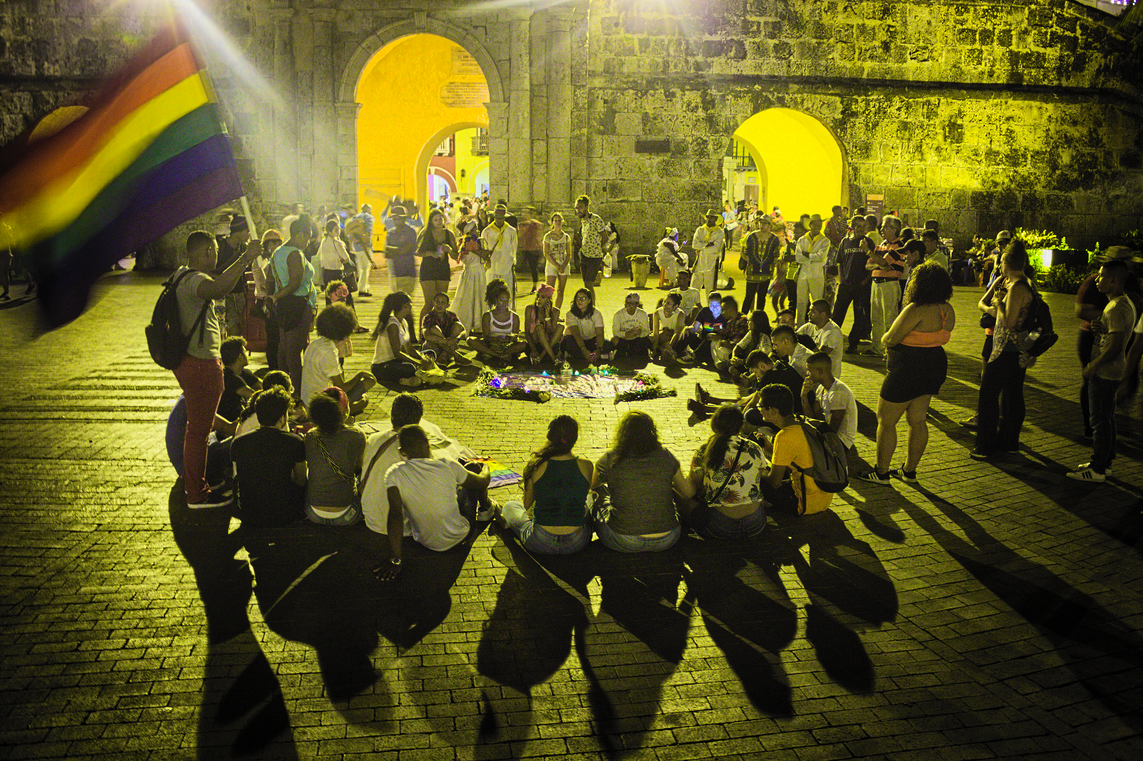
コロンビア、カルタヘナで開催された2019 Dia de la Visibilidad Trans

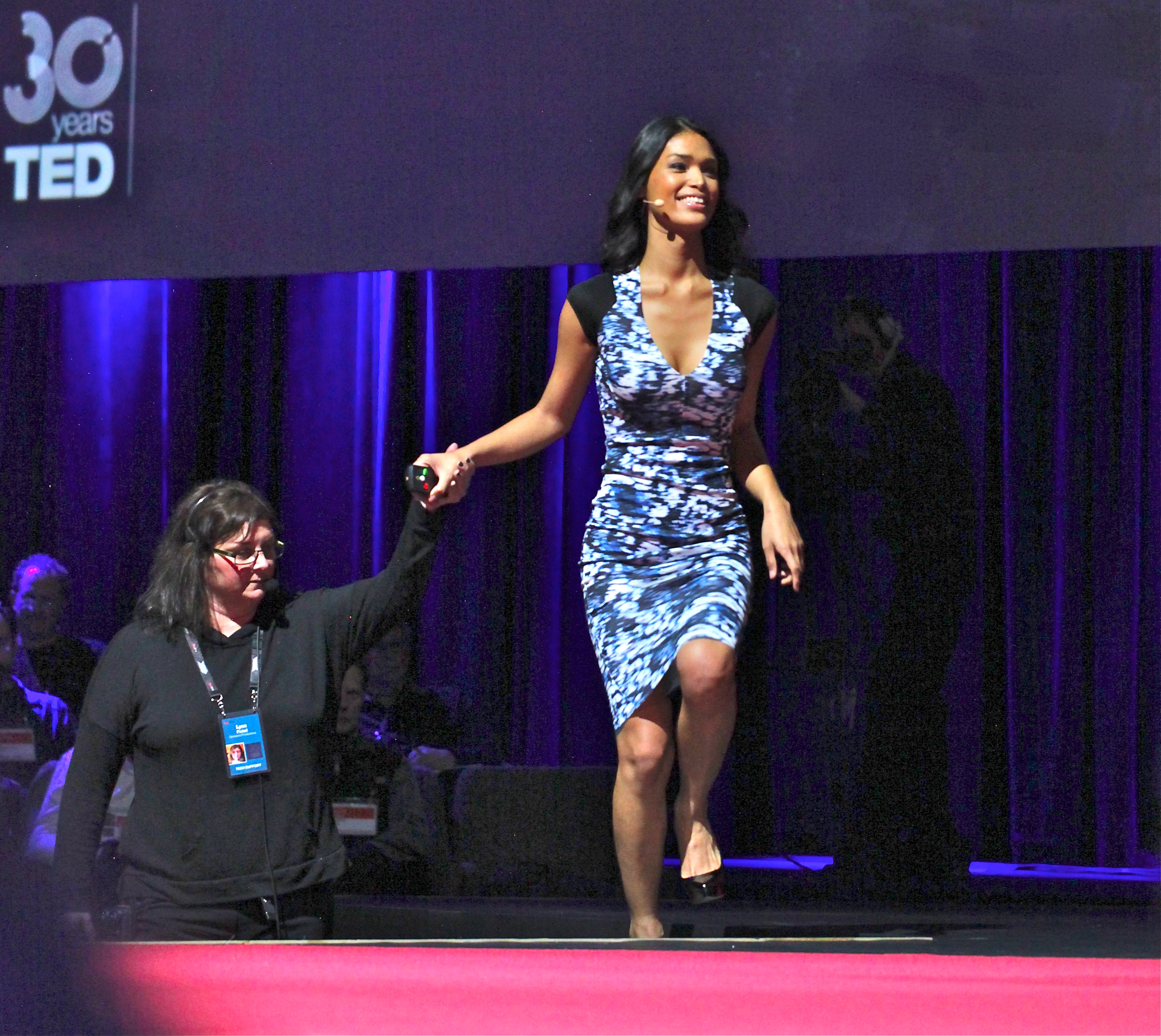
2014年3月31日、国際トランスジェンダーの可視化の日にニューヨークで行われたTEDカンファレンスで、マニラ生まれのスーパーモデルGeena Roceroがステージに登壇し、自身がトランスジェンダーであることを公表した。

## ソーシャルメディア
2015年、多くのトランスジェンダーの個人が、Facebook、Twitter、Tumblr、Instagramなどのウェブサイト上で行われたオンラインのソーシャルメディアのキャンペーンに参加した。参加者は、トランスジェンダーの認知度を高めるために、自分の写真やトランスジェンダーに関する個人的な体験談、トランスジェンダーの問題に関係する統計、関連するコンテンツなどを投稿した。

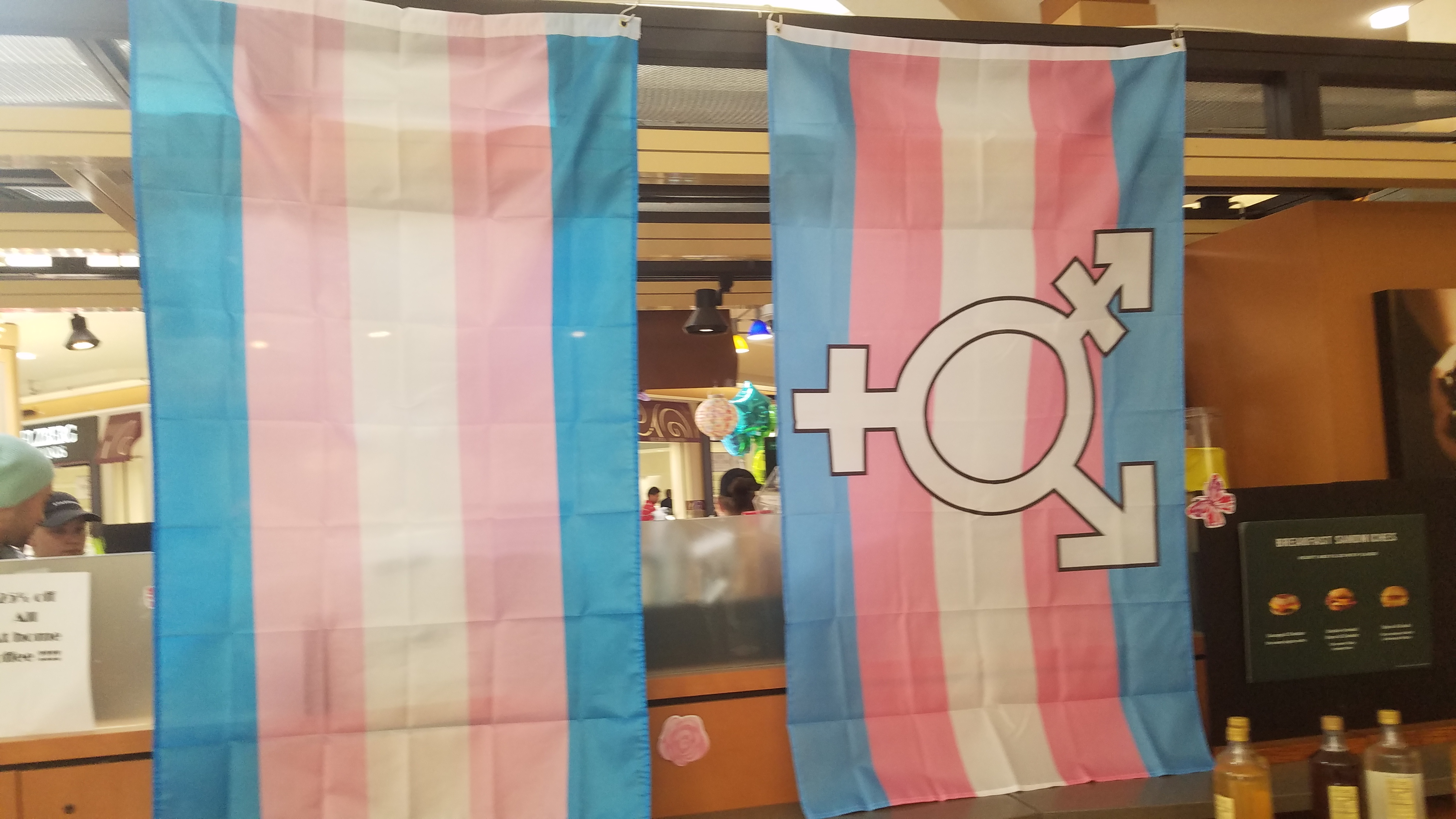
2つのトランスジェンダー・フラッグを掲げ、トランスジェンダー認知の日を祝うスターバックス